# Xã Green Lake, Michigan
Xã Green Lake (tiếng Anh: Green Lake Township) là một xã thuộc quận Grand Traverse, tiểu bang Michigan, Hoa Kỳ. Năm 2010, dân số của xã này là 5.784 người.